# Островский, Войцех Иванович
Войцех-Альберт Иванович Островский (1809—1911) — российский офицер, отставной генерал-майор, участник Севастопольской обороны 1854—1855 годов.

## Биография
Родился 11 (по другим данным — 10) апреля 1809 года, происходил из польских дворян Радомской губернии.
Крестник императрицы Марии Фёдоровны (супруги императора Павла I).
В военную службу вступил рядовым 4 февраля 1828 года в 15-й егерский полк.
В 1828—1829 годах Островский, будучи сержантом, принимал участие в кампании против турок на Дунае и в Болгарии. В конце кампании он заболел чумой и был эвакуирован на излечение в Крым.
По возвращении в строй Островский служил в 34-м егерском полку и 2 сентября 1833 года произведён в прапорщики (со старшинством от 13 октября). По упразднении номерных егерских полков Островский в конце 1833 года был переведён в Колыванский егерский полк, где занял должность полкового адъютанта. Впоследствии служил в Екатеринбургском, Смоленском, Севском и Черниговском пехотных полках. В 1835 году произведён в подпоручики, в 1836 году — в поручики, в 1837 году — за отличие по службе в штабс-капитаны, в 1844 году — в капитаны и в 1846 году — в майоры (со старшинством от 1 июня 1845 года).

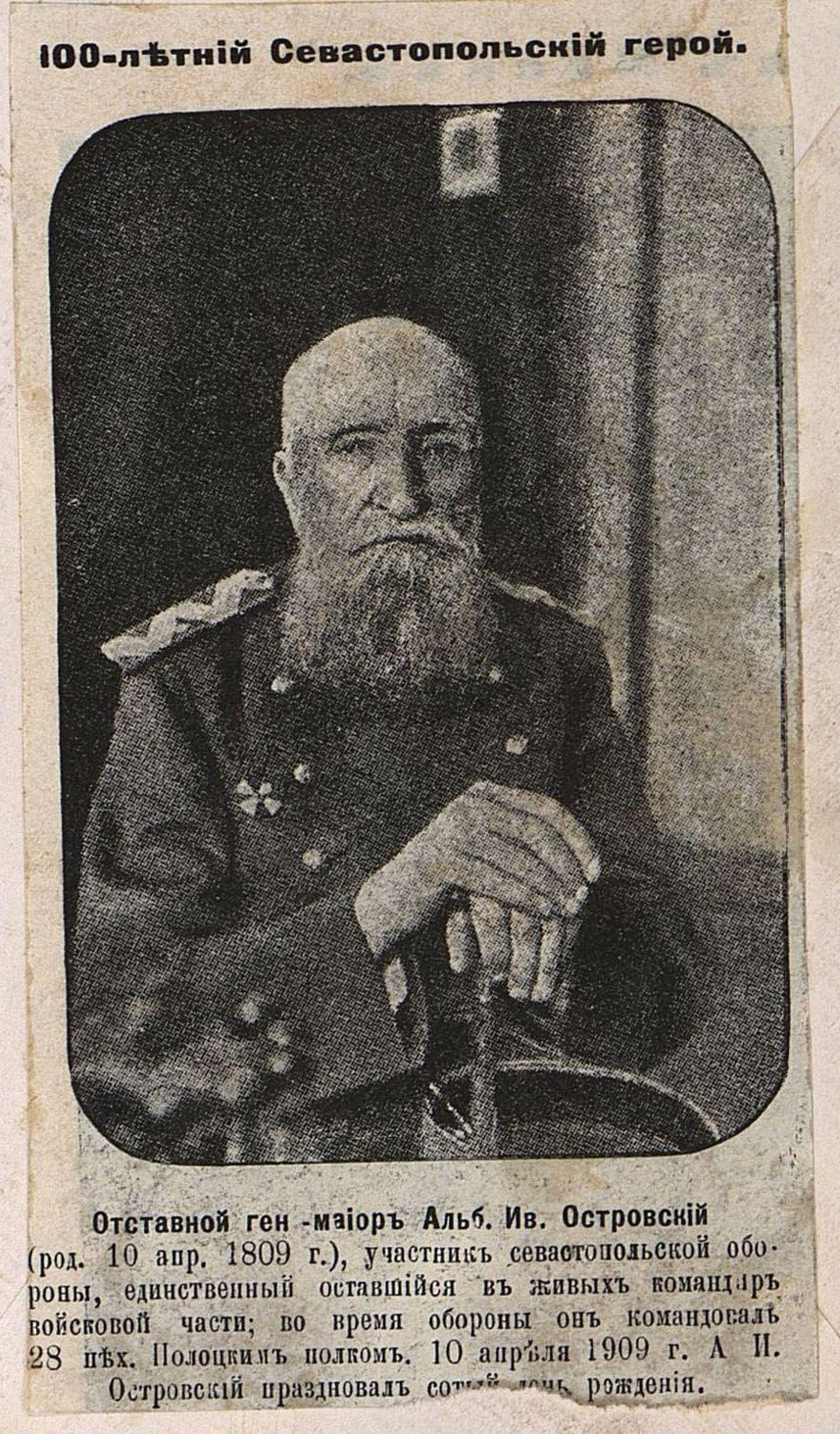
100-летний Севастопольский герой, генерал-майор Альберт(Войцех) Иванович Островский. 1909г.

В 1849 году находился в походе в Венгрию и 8 августа был удостоен золотой полусабли с надписью «За храбрость». За сражение у переправы через реку Тиссу он получил чин подполковника.
Во время Крымской войны Островский сражался на Дунае под Силистрией, а затем состоял в Севастопольском гарнизоне и выдержал всё время осады этого города англо-французами. Уже в Севастополе 14 ноября 1854 года он был назначен командиром Полоцкого пехотного полка и в следующем году произведён в полковники. За боевые отличия при обороне Севастополя Островский 26 ноября 1855 года был награждён орденом св. Георгия 4-й степени (№ 9664 по кавалерскому списку Григоровича — Степанова) и вскоре получил орден св. Владимира 4-й степени с мечами.
По окончании Крымской войны Островский продолжал командовать Полоцким полком и 4 августа 1862 года был назначен командиром Владимирского пехотного полка. Однако это назначение было вскоре отменено и Островский оставался на прежней должности до 27 апреля 1863 года, когда из-за болезни он оставил строевую службу и был зачислен по армейской пехоте без должности.
5 февраля 1865 года Островский был произведён в генерал-майоры с увольнением в отставку с мундиром и пенсией.
В отставке Островский проживал на родине, в городе Сандомире, где и скончался 30 мая 1911 года.
Среди прочих наград Островский имел ордена св. Анны 3-й степени (31 декабря 1852 года), св. Станислава 2-й степени (1854 год) и св. Анны 2-й степени (1856 год), а также австрийский орден Железной короны 3-й степени и прусский орден Красного орла 3-й степени.